# Mandello Vitta
Mandello Vitta là một đô thị ở tỉnh Novara ở vùng Piedmont của Ý, tọa lạc cách 80 km về phía đông bắc của Torino và khoảng 13 km về phía tây bắc của Novara. Tại thời điểm ngày 31 tháng 12 năm 2004, đô thị này có dân số 272 người và diện tích là 5,9 km².
Mandello Vitta giáp các đô thị: Casaleggio Novara, Castellazzo Novarese, Landiona, Sillavengo, và Vicolungo.